# Jacques Pradon
Jacques Pradon (* 21. Januar 1644 in Rouen; † 14. Januar 1698 in Paris) war ein französischer Tragödiendichter.

## Leben

### Vorbemerkung zu Vorname und Geburtsjahr
Jacques Pradon wurde am 21. Januar 1644 in Rouen getauft. Da der Vorname im 17. und 18. Jahrhundert in seinen Werken nicht verwendet wurde, kam es ab dem Ende des 18. Jahrhunderts zu der irrtümlichen Annahme, sein Vorname sei Nicolas und das Geburtsjahr 1632. Erst Thomas W. Bussom hat die Fakten verarbeitet, was aber wegen der von ihm verwendeten englischen Sprache in der französischen Forschung lange nicht zur Kenntnis genommen wurde. Viele Darstellungen nennen ausschließlich den Vornamen Nicolas.

### Opposition zu Racine
Pradon kam 1668 im Gefolge des Herzogs von Montausier nach Paris, als dieser, bis dahin in Rouen Kommandant der Normandie, zum Erzieher des Thronfolgers berufen wurde. Pradon hatte 1673 mit seinem ersten, im Hôtel de Bourgogne aufgeführten Theaterstück Pirame et Thisbé großen Erfolg. Ab seinem zweiten Stück trat er in Rivalität zu Racine, dessen Bajazet von 1672 er unter dem Titel Tamerlan ou la Mort de Bajazet 1675 seine eigene Fassung entgegenstellte, die das Ideal der bienséance (Sittlichkeit) vollkommener verkörperte als die blutige Handlung Racines.
Als bekannt wurde, dass Racine an der Phèdre arbeitete, wurde Pradon von dem Herzog von Nevers (Philippe Mancini, 1641–1707) und von der Herzogin von Bouillon, wie auch von Antoinette Deshoulières, gedrängt, den Stoff ebenfalls zu dramatisieren, was er innerhalb von drei Monaten abschließen konnte. Zwei Tage nach der Erstaufführung der Tragödie Racines kam die Fassung von Pradon auf die Bühne der Salle de la Bouteille und erzielte 19 Aufführungen. Es kam zu einer längeren Polemik zwischen den beiden Lagern, in der Racine zwar Henri Jules de Bourbon, prince de Condé und vor allem Nicolas Boileau auf seiner Seite hatte, doch trug der Vorgang dazu bei, den empfindlichen Racine zum Verzicht auf weitere Bühnenschöpfungen zu bewegen.
Die offizielle Literaturgeschichtsschreibung hat Pradon das nie verziehen und sich mit harschen Urteilen über seine angebliche Unfähigkeit gerächt, die erst in allerneuester Zeit einer angemesseneren Würdigung Platz machen. Immerhin konnte Pradon fünf weitere Stücke aufführen, deren Erfolg unter anderem durch Übersetzungen in andere Sprachen und nach seinem Tod durch mehrere Auflagen der gesammelten Werke beglaubigt wurde.

## Werke

### Tragödien
- Pirame et Thisbé. Paris 1674.
  - (italienisch) Piramo e Tisbe, tragedia di M. Pradon, versione libera inedita del signor Giuseppe Bombardini di Bassano. A. Rosa, Venedig 1805.
- Tamerlan, ou la Mort de Bajazet, tragédie. Paris 1676.
  - (italienisch) Tamerlano, tragedia di Monsú Pradon, trasportata dall’idioma francese, recitata da’Signori Cavalieri del Clementino di Roma, nelle vacanze del Carnovale [1709]. Longhi, Bologna und Rom 1709.
  - (spanisch) El Bayaceto
- Phèdre et Hippolyte, tragédie. Paris 1677.
  - (kritische Ausgabe) Phèdre et Hippolyte. Hrsg. Olive Classe. University of Exeter, Exeter 1987.
  - (weitere moderne Ausgabe) La «Phèdre» de Jacques Pradon. Texte, avec glossaire présenté par Gérard Taverdet. G. Taverdet, Fontaine-lès-Dijon 2013.
  - (italienisch in) Quando Ippolito s’innamora. Hrsg. Daniela Dalla Valle. A. Meynier, Turin 1990.
- La Troade, tragédie. Paris 1679.
- Statira, tragédie. Paris 1680.
- Zélonide, princesse de Sparte. Paris 1682.
- Régulus, tragédie. Paris 1688.
  - (niederländisch) Regulus, treurspel, uit het fransch van de heer Pradon. J. Lescailje, Amsterdam 1699.
- Scipion l’Africain, tragédie. Paris 1697.
- Les oeuvres de Mr Pradon. Paris 1700. (gesammelte Tragödien)

### Weitere Werke
- (mit Catherine Bernard) Le commerce galant ou Lettres tendres et galantes de la jeune Iris et de Timandre. Texte établi, présenté et annoté par Franco Piva. Schena, Fasano di Brindisi / Nizet, Paris 1996.

### Handbuchliteratur
- Winfried Engler: Lexikon der französischen Literatur. Komet, Stuttgart 1994, S. 763. (Vorname: Jacques)
- Jürgen von Stackelberg: Kleines Lexikon vergessener Autoren des 17. Jahrhunderts (Frankreich), Bonn 2014, S. 79–81. (Vorname: Nicolas)
- Alain Viala: PRADON Nicolas. In: Jean-Pierre de Beaumarchais, Daniel Couty und Alain Rey (Hrsg.): Dictionnaire des littératures de langue française. P–Z. Bordas, Paris 1984, S. 1785.